# 가루이자와정
가루이자와정(일본어: 軽井沢町 가루이자와마치[*])은 일본 나가노현 기타사쿠군의 정이다.

## 개요
피서지와 별장지로 매우 유명하며, 세이부 그룹에 의해 관광지로 개발되어 일본 수도권 등에서 많은 관광객이 방문하는 지역이다. 2005년에는 약 780만 명의 관광객이 방문하였다. 일본에서 재정 상태가 우수한 지방자치체이며 지방교부세를 교부하지 않는 자치체이기도 하다.
1964년 도쿄 올림픽 마술 경기와 1998년 나가노 동계 올림픽의 컬링 경기 개최지였으며, 이에 따라 세계에서 유일하게 하계·동계 올림픽 경기를 모두 개최한 곳으로 여겨지기도 한다.

## 지리
최고 지점은 아사마산 정상으로 해발 2,568m이고 최저 지점은 798.7m이다. 가루이자와역은 해발 약 940m이다. 연평균 기온은 7.9°C로 홋카이도 수준으로 낮다. 해발 약 1,000m 전후의 고지에 있기 때문에 겨울의 추위는 심하고 여름은 시원한 전형적인 고원형 피서지의 기후이다. 겨울에는 기온이 영하 15°C 이하가 된다.

### 기후
| 가루이자와정의 기후                                          | 가루이자와정의 기후 | 가루이자와정의 기후 | 가루이자와정의 기후 | 가루이자와정의 기후 | 가루이자와정의 기후 | 가루이자와정의 기후 | 가루이자와정의 기후 | 가루이자와정의 기후 | 가루이자와정의 기후 | 가루이자와정의 기후 | 가루이자와정의 기후 | 가루이자와정의 기후 | 가루이자와정의 기후 |
| 월                                                           | 1월                 | 2월                 | 3월                 | 4월                 | 5월                 | 6월                 | 7월                 | 8월                 | 9월                 | 10월                | 11월                | 12월                | 연간                |
| ------------------------------------------------------------ | ------------------- | ------------------- | ------------------- | ------------------- | ------------------- | ------------------- | ------------------- | ------------------- | ------------------- | ------------------- | ------------------- | ------------------- | ------------------- |
| 역대 최고 기온 °C (°F)                                       | 16.1 (61.0)         | 18.8 (65.8)         | 22.6 (72.7)         | 28.3 (82.9)         | 29.5 (85.1)         | 31.1 (88.0)         | 34.2 (93.6)         | 33.9 (93.0)         | 31.3 (88.3)         | 27.7 (81.9)         | 22.3 (72.1)         | 20.7 (69.3)         | 34.2 (93.6)         |
| 일평균 최고 기온 °C (°F)                                     | 2.3 (36.1)          | 3.5 (38.3)          | 7.8 (46.0)          | 14.3 (57.7)         | 19.2 (66.6)         | 21.5 (70.7)         | 25.3 (77.5)         | 26.3 (79.3)         | 21.7 (71.1)         | 16.2 (61.2)         | 11.2 (52.2)         | 5.3 (41.5)          | 14.5 (58.2)         |
| 일일 평균 기온 °C (°F)                                       | −3.3 (26.1)         | −2.6 (27.3)         | 1.1 (34.0)          | 7.0 (44.6)          | 12.3 (54.1)         | 16.0 (60.8)         | 20.1 (68.2)         | 20.8 (69.4)         | 16.7 (62.1)         | 10.5 (50.9)         | 4.8 (40.6)          | −0.5 (31.1)         | 8.6 (47.4)          |
| 일평균 최저 기온 °C (°F)                                     | −8.2 (17.2)         | −8.0 (17.6)         | −4.5 (23.9)         | 0.6 (33.1)          | 6.3 (43.3)          | 11.8 (53.2)         | 16.4 (61.5)         | 17.1 (62.8)         | 13.0 (55.4)         | 6.3 (43.3)          | −0.2 (31.6)         | −5.3 (22.5)         | 3.8 (38.8)          |
| 역대 최저 기온 °C (°F)                                       | −20.3 (−4.5)        | −19.6 (−3.3)        | −21.0 (−5.8)        | −11.6 (11.1)        | −6.1 (21.0)         | −0.9 (30.4)         | 5.0 (41.0)          | 7.0 (44.6)          | −0.2 (31.6)         | −6.5 (20.3)         | −11.8 (10.8)        | −18.0 (−0.4)        | −21.0 (−5.8)        |
| 평균 강수량 mm (인치)                                        | 36.8 (1.45)         | 36.8 (1.45)         | 68.3 (2.69)         | 81.0 (3.19)         | 108.8 (4.28)        | 154.6 (6.09)        | 191.8 (7.55)        | 141.6 (5.57)        | 193.5 (7.62)        | 151.1 (5.95)        | 52.5 (2.07)         | 29.6 (1.17)         | 1,246.2 (49.06)     |
| 평균 강설량 cm (인치)                                        | 44 (17)             | 38 (15)             | 33 (13)             | 5 (2.0)             | 0 (0)               | 0 (0)               | 0 (0)               | 0 (0)               | 0 (0)               | 0 (0)               | 1 (0.4)             | 19 (7.5)            | 141 (56)            |
| 평균 강수일수 (≥ 1.0 mm)                                     | 5.2                 | 5.3                 | 8.4                 | 8.9                 | 9.9                 | 12.6                | 14.8                | 11.5                | 11.4                | 9.3                 | 5.9                 | 5.0                 | 108.2               |
| 평균 강설일수 (≥ 1 cm)                                       | 9.2                 | 8.7                 | 6.1                 | 0.8                 | 0                   | 0                   | 0                   | 0                   | 0                   | 0                   | 0.3                 | 4.9                 | 30                  |
| 평균 상대 습도 (%)                                           | 76                  | 74                  | 72                  | 70                  | 75                  | 85                  | 87                  | 87                  | 89                  | 87                  | 80                  | 78                  | 80                  |
| 평균 월간 일조시간                                           | 181.6               | 191.8               | 194.8               | 204.6               | 198.5               | 144.8               | 138.6               | 162.7               | 126.6               | 140.3               | 162.5               | 171.9               | 2,022               |
| 출처: 일본 기상청 (평년값: 1991년~2020년, 극값: 1925년~현재) |                     |                     |                     |                     |                     |                     |                     |                     |                     |                     |                     |                     |                     |

## 인구
| 연도 | 인구   | ±%     |
| ---- | ------ | ------ |
| 1940 | 8,746  | —      |
| 1950 | 13,676 | +56.4% |
| 1960 | 13,299 | −2.8%  |
| 1970 | 13,373 | +0.6%  |
| 1980 | 14,195 | +6.1%  |
| 1990 | 15,464 | +8.9%  |
| 2000 | 16,181 | +4.6%  |
| 2010 | 19,023 | +17.6% |

## 역사
- 에도 시대 무렵에 나카센도 주변의 슈쿠바로 번창하였다.
- 1876년 8월 2일 - 구쓰카케촌, 시오자와니타촌, 가리주쿠촌, 나루사와니타촌, 유이촌이 합병해 나가쿠라촌이 성립하였다.
- 1879년 1월 14일 - 기타사쿠군이 신설되어 우쓰토게정, 오이와케군 나가쿠라정 가루이자와촌이 설치되었다.
- 1922년 - 정으로 승격해 가루이자와정이 되었다.
- 1951년 - 국제친선 문화관광도시로 지정되었다.
- 1964년 - 1964년 하계 올림픽 일부 경기를 개최하였다.
- 1972년 - 아사마 산장 사건이 발생하였다.
- 1997년 10월 1일 - 나가노 신칸센이 개업했다.
- 1998년 - 1998년 동계 올림픽 일부 경기를 개최하였다.
- 2004년 - 아사마산이 분화하였다.
- 2009년 7월 11일 - 호시노 리조트가 나카가루이자와·호시노 지구에 「하르닐레 테라스」를 개업하였다.
- 2015년 4월 1일 - 방재행정 무선방송 등이 변경되었다.
- 2023년 3월 - 걸처 편의점이 나카가루이자와·도리이자와 지구에 「가루이자와 커먼그라운드」를 개업하였다.

## 사건
- 2016년 가루이자와 스키 버스 추락 사고

## 교통

### 철도
- 동일본 여객철도 호쿠리쿠 신칸센
- 시나노 철도 시나노 철도선

### 도로
- 조신에쓰 자동차도
- 국도 제18호선
- 국도 제146호선(일본어판)